# Spilosmylus fumosus
Spilosmylus fumosus är en insektsart som beskrevs av Tim R. New 1989. Spilosmylus fumosus ingår i släktet Spilosmylus och familjen vattenrovsländor. Inga underarter finns listade i Catalogue of Life.